# فيروس نقص المناعة لدى القطط
فيروس نقص المناعة لدى القطط ( FIV ) هو فيروس Lentivirus يصيب القطط في جميع أنحاء العالم ، حيث يصاب 2.5٪ إلى 4.4٪ من القطط .
تم عزل FIV لأول مرة في عام 1986 ، بواسطة Niels C Pedersen و Janet K. ومنذ ذلك الحين تم التعرف عليه في القطط المنزلية . تم اقتراح أن FIV نشأت في إفريقيا وانتشرت منذ ذلك الحين إلى أنواع القطط في جميع أنحاء العالم.
1. 1 2  International Committee on Taxonomy of Viruses, ed. (30 Jun 2014), ICTV Master Species List 2013 v2 (بالإنجليزية), QID:Q18810383
2. 1 2  International Committee on Taxonomy of Viruses, ed. (12 Jun 2015), ICTV Master Species List 2014 v4 (بالإنجليزية), QID:Q24716610